# Baroy
Baroy é um município de  quarta classe de renda municipal (d) na província Lanao do Norte, nas Filipinas. De acordo com o censo de 1 de maio  de  2020 possui uma população de 24 683 pessoas e 6 585 domicílios.